# Ängskovall
Ängskovall (Melampyrum pratense) är en art i familjen snyltrotsväxter. Det är en ettårig ört och har gulvita blommor som sitter i par. Ängskovallen förekommer i hela Sverige och blommar från juni till augusti. 

## Bygdemål
| Namn        | Trakt    | Källa |
| ----------- | -------- | ----- |
| Holtemjälla | Dalarna  | [ 1 ] |
| Nyckelgräs  | Värmland | [ 1 ] |
| Gransia     | ?        | SAOB  |

Namnet nyckelgräs förklaras av att man förr inte skilde mellan örter och gräs, utan båda grupperna kallades samfällt gräs.